# Vibration (radio)
Pour les articles homonymes, voir Vibration (homonymie).
Vibration est une station de radio musicale privée française de catégorie B. Ses studios sont basés à Orléans (Loiret), rue du Colombier.
Son format est de type Top 40, avant tout musical et basé sur des succès français et internationaux (les hits), avec une part importante de nouveautés programmées en alternance avec des titres de référence. Elle propose également des animations, des jeux, diverses rubriques et des informations générales et régionales.
Vibration appartient au groupe Groupe 1981 qui s'est constitué dans les années 1990, groupe lui-même contrôlé par la société CAP RADIO.

## Historique
Fondée le 11 avril 1983 dans la région Centre-Val de Loire (Orléans, Tours et Bourges) sous forme associative, comme toutes les "radios libres" à l'époque, elle enclenche un développement de sa zone de diffusion pour devenir une radio régionale commerciale indépendantes de premier plan dès la fin des années 1980.

## Identité de la station: logos

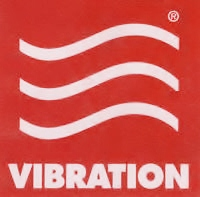
Logo Vibration de 1993 à 1997.
Ancien logo de Vibration de 1997 au 27 août 2018.
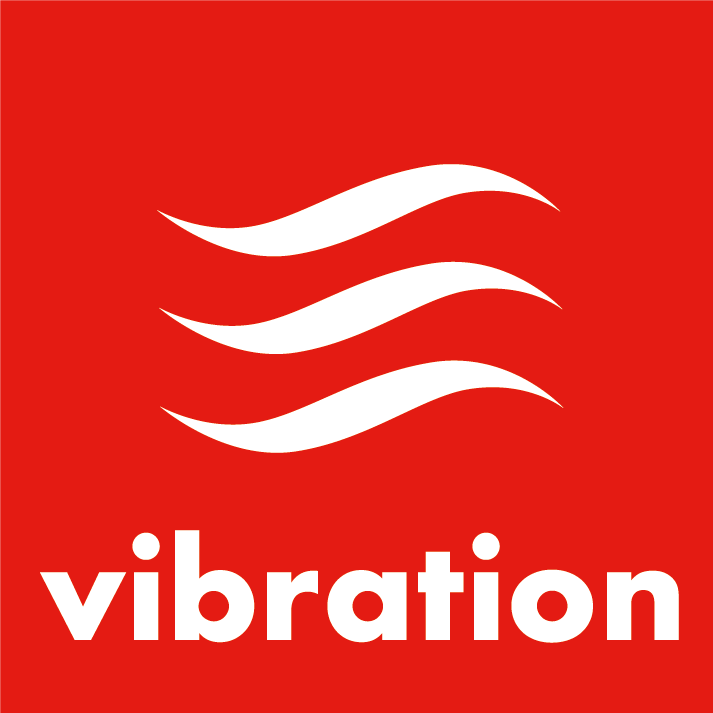
Logo de Vibration depuis le 27 août 2018.

### Direction
Son président et fondateur est Jean-Éric Valli.

### Slogans[2]
- 1983 : La radiolocomotive
- 1987 : Ça me fait vibrer
- 1993 : Vibrez
- 1997 : L'esprit Vibration
- 1998 : Music Hit Radio
- 1999 : La maxi-musique Vibration
- 2001 : The best music radio
- 2002 : Le Top 40 Vibration / I love music
- 2005 : Hit radio and cash (repris par Voltage puis Wit FM)
- 2008 : Ma numéro 1
- 2010 : Bien plus que des hits (repris par Wit FM)
- 2015 : En mode Vibration
- 2017 : Beautiful musique
- 2018 : C'est vraiment bon
- 2019 : Vibrons ensemble
- depuis 2023 : Vibrez avec nous

## Diffusion

### Diffusion analogique
La radio est actuellement diffusée sur la bande FM à l'aide de 31 fréquences spécifiques, suivant les régions :
- Centre-Val de Loire (Cher, Indre, Indre-et-Loire, Loir-et-Cher, Loiret),
- Île-de-France (Essonne),
- Pays de la Loire (Maine-et-Loire, Sarthe),
- Bourgogne (Yonne, Nièvre, Saône-et-Loire), et
- Auvergne (Allier).

### Diffusion numérique
Il existe une application mobile Vibration pour smartphones et tablettes, disponible pour iOs sur AppStore, Androïd sur Google Play (Play Store) et appareils Windows sur le Windows Store. De plus, Vibration est diffusée en direct sur la plupart des supports numériques (satellite, tv, box internet, radios wifi, applications mobiles, players internet) :
- Orange
- Freebox
- Numericable
- Orange Live Radio
- Winamp
- Vtuner Sagem
- Radio Internet Sonos
- Radio Time

La radio est diffusée en dab+ à Mâcon, à Nantes, à Tours, à Orléans et Poitiers.

## Audiences
En 2009, un sondage propose une estimation de l'audience de la radio : elle est écoutée chaque jour par 261 000 auditeurs d'après Médiamétrie (étude Médialocales, septembre 2009-juin 2010, audience cumulée lundi-vendredi, 5h-24h, cible ensemble des 13 ans et plus). Des sondages plus récents montrent une baisse qui s'inscrit progressivement.[réf. nécessaire]. En 2025, la radio affiche son score le plus bas depuis 1981, dans son fief historique du Loiret, avec moins de 50 000 auditeurs par jour.

## Annexe